# Clanoneurum menozzii
Clanoneurum menozzii är en tvåvingeart som beskrevs av Seguy 1929. Clanoneurum menozzii ingår i släktet Clanoneurum och familjen vattenflugor.
Artens utbredningsområde är Frankrike. Inga underarter finns listade i Catalogue of Life.